# Кодекс 055
Кодекс 055 (Gregory-Aland) — унциальный манускрипт Нового Завета на греческом языке, палеографически датирован XI веком. 

## Особенности рукописи
Рукопись содержит текст четырёх Евангелий, на 303 пергаментных листах (26 x 19,5 см). 
Текст на листе расположен в одной колонке, 37 строки в колонке. 
Текст евангелия сопровождаемы комментарией. 
Греческий текст рукописи отражает византийский тип текста, с некоторыми отклоненями. Аланд не включил его до никакой категории. 
В настоящее время рукопись хранится в Национальной библиотеке Франции (Gr. 201).